# Marie Gebauerová

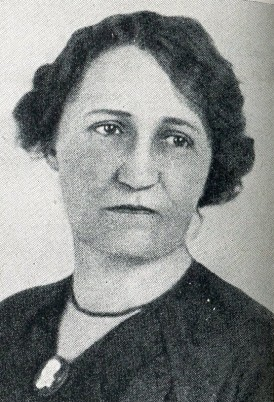
Marie Gebauerová

Marie Gebauerová (* 8. Dezember 1869 in Pardubice; † 7. Jänner 1928 in Prag) war eine tschechische Schriftstellerin. 
Beruflich war die Tochter des Philologen Jan Gebauer Lehrerin.

## Werke
- Jurka, 1902
- Péťa pes (Pétas Hund), 1916
- Rod Jurija Klemenčiče, 1918
- Na zemi (Auf Erden), 1920
- Je svět samá švanda? (Ist die Erde nur ein Schwank?), 1920
- Božena Němcová, 1920
- Jurka student (Der Student Jurka), 1922
- Rodinné vzpomínky na Jana Gebauera (Familienerinnerungen an Jan Gebauer), 1926–1932